# Тарново (Архангельська область)
Тарново (рос. Тарново) — присілок в Красноборському районі Архангельської області Російської Федерації.
Населення становить 4 особи. Входить до складу муніципального утворення Черевковське сільське поселення.

## Історія
Від 2004 року входить до складу муніципального утворення Черевковське сільське поселення.

## Населення
| 2002 | 2010 |
| ---- | ---- |
| 4    | →4   |